# Josep Maria Campistol Plana
Josep Maria Campistol Plana (Girona, 5 de maig de 1960) és un metge nefròleg i professor universitari català, Director General de l'Hospital Clínic de Barcelona des de l'any 2016.
Llicenciat en Medicina i Cirurgia a la Universitat de Barcelona el 1983, amb Premi Extraordinari de Llicenciatura, va iniciar la residència en nefrologia (MIR) a l'Hospital Clínic de Barcelona el 1984, doctorant-se el 1991, també amb premi extraordinari. Durant els anys 1991 i 1992 va fer una estada d'un any a la Universitat de Boston per investigar sobre la patogènesi de l'amiloïdosi relacionada amb la diàlisi. L'any 1988 ja havia obtingut una plaça d'adjunt a la Unitat de Trasplantament Renal de l'Hospital Clínic.
Des de l'any 1994 fou professor associat del departament de Medicina de la UB, i des de l'any 1999 al 2007 ha estat professor titular. En el període 2014-2015 va ser el Director Mèdic de l'Hospital Clínic. I entre els anys 2004 i 2014 fou Director de l'Institut Clínic de Nefrologia i Urologia (ICNU) i Cap del Servei de Nefrologia i Trasplantament Renal (SNiTR) de l'Hospital Clínic. Durant aquesta etapa va estar sota la seva responsabilitat mantenir i promoure el programa de trasplantament renal i pancreàtic. Va integrar la Unitat de Trasplantament Renal amb el Servei de Nefrologia, creant el Servei de Nefrologia i Trasplantament renal (SNiTR).
Des de l'any 2016 és el Director General de l'Hospital Clínic de Barcelona, i aquesta responsabilitat la compagina amb la pràctica clínica i la docència, com a professor de Nefrologia en el Departament de Medicina de la Universitat de Barcelona, primer com a titular i des de l'any 2017 com a catedràtic.
L'any 2000 va fundar el Laboratori Experimental de Nefrologia i Trasplantament Renal (LENIT) amb l'objectiu de promoure la recerca translacional en nefrologia i trasplantament renal i pancreàtic. Durant la seva trajectòria com a investigador, ha liderat més de 30 projectes de recerca, la majoria d'ells provinents de fons competitius com l'ISCIII, la Unió Europea, La Marató de TV3 o la Fundació BBVA. És autor més de 800 articles experimentals i clínics en revistes nacionals i internacionals. Els seus interessos de recerca abasten l'ús de nous règims immunosupressors en el trasplantament renal, mecanismes de fibrosi de l'empelt, immunologia del trasplantament, l'amiloïdosi i la medicina regenerativa renal. Josep Maria Campistol és membre de diverses societats internacionals de trasplantaments i de la junta editorial de les principals revistes internacionals en l’àrea de trasplantaments. Ha rebut molts premis i consideracions.